# Incidente di Mukden
L'Incidente di Mukden, o Incidente della Manciuria, noto in cinese come Incidente del 18 settembre (九・一八), fu un evento false flag messo in scena dal personale militare giapponese come pretesto per l'invasione giapponese della Manciuria del 1931.
Il 18 settembre 1931, il tenente Suemori Kawamoto dell'Unità di guarnigione indipendente del 29º Reggimento fanteria giapponese (独立守備隊?) fece esplodere una piccola quantità di dinamite vicino ad una linea ferroviaria della Ferrovia della Manciuria meridionale, di proprietà del Giappone, vicino a Mukden (ora Shenyang). L'esplosione fu così debole che non riuscì a distruggere il binario e pochi minuti dopo passò sopra di esso un treno. L'Esercito imperiale giapponese accusò i dissidenti cinesi dell'atto e rispose con un'invasione totale che portò all'occupazione della Manciuria, in cui il Giappone stabilì il suo stato fantoccio del Manciukuò sei mesi dopo. L'inganno venne smascherato dalla Relazione Lytton del 1932, che condusse il Giappone all'isolamento diplomatico e al suo ritiro nel marzo 1933 dalla Società delle Nazioni.
Il bombardamento è conosciuto come Incidente del lago Liutiao (柳條湖事變T, 柳条湖事变S, Liǔtiáohú ShìbiànP), in giapponese: 柳条湖事件?, Ryūjōko-jiken), e l'intero episodio degli eventi è noto in Giappone come l'Incidente mancese (Kyūjitai: 滿洲事變?, Shinjitai: 満州事変?, Manshū-jihen) e in Cina come l'Incidente del 18 settembre (九一八事變T, 九一八事变S, Jiǔyībā ShìbiànP).

## Antefatti

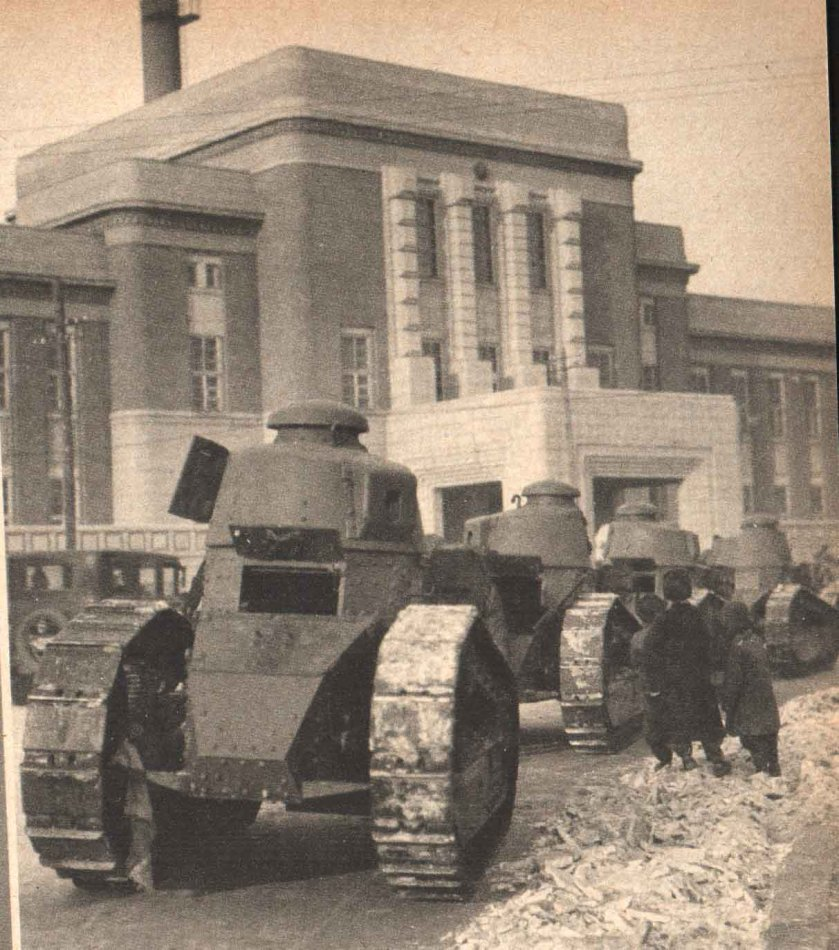
Carri armati Renault FT catturati dai giapponesi dopo l'incidente del 18 settembre, 19 settembre 1931.

La presenza economica giapponese e l'interesse politico in Manciuria erano cresciuti sin dalla fine della guerra russo-giapponese (1904-1905). Il trattato di Portsmouth che pose fine alla guerra aveva concesso al Giappone l'affitto della Ferrovia della Manciuria meridionale (da Changchun a Lüshun), ramo della Ferrovia Orientale Cinese. Il governo giapponese, tuttavia, affermò che questo controllo includeva tutti i diritti e i privilegi che la Cina aveva concesso alla Russia nel trattato Li-Lobanov del 1896, come ampliato dal contratto di locazione del Kwantung del 1898. Ciò includeva l'amministrazione assoluta ed esclusiva all'interno della zona ferroviaria della Manciuria meridionale. Le guardie ferroviarie giapponesi erano di stanza all'interno della zona per fornire sicurezza ai treni e ai binari; tuttavia, questi erano soldati giapponesi regolari, e spesso effettuavano manovre al di fuori delle aree ferroviarie.
Nel frattempo, il nuovo governo cinese stava cercando di riaffermare la sua autorità sul paese dopo oltre un decennio di frammentato dominio dei signori della guerra. Esso iniziò a sostenere che i trattati tra Cina e Giappone non erano validi. La Cina annunciò anche nuove leggi, quindi i giapponesi (inclusi i coreani ed i taiwanesi poiché entrambe le regioni erano sotto il dominio giapponese in quel momento) che avevano stabilito terre di frontiera, aperto negozi o costruito le proprie case in Cina vennero espulsi senza alcun compenso. Anche il signore della guerra Zhang Zuolin della Manciuria cercò di privare i giapponesi delle concessioni, ma venne assassinato dall'Armata del Kwantung giapponese. Zhang Xueliang, figlio e successore di Zhang, si unì al governo di Nanchino guidato da Chiang Kai-shek dal sentimento antigiapponese. Le obiezioni ufficiali giapponesi all'oppressione contro i cittadini giapponesi all'interno della Cina vennero respinte dalle autorità cinesi.
La guerra sino-sovietica del 1929 (luglio-novembre) sulla Ferrovia Orientale Cinese (FOC) aumentò ulteriormente le tensioni nel nord-est che avrebbero portato all'incidente di Mukden. La vittoria dell'Armata Rossa sovietica sulle forze di Zhang Xueliang non solo riaffermò il controllo sovietico sulla FOC in Manciuria, ma rivelò le debolezze militari cinesi che gli ufficiali dell'armata giapponese del Kwantung notarono rapidamente.
La prestazione dell'Armata Rossa sovietica sbalordì anche gli ufficiali giapponesi. La Manciuria era al centro della politica giapponese dell'Asia orientale. Entrambe le conferenze della regione imperiale orientale del 1921 e del 1927 riconfermarono l'impegno del Giappone ad essere la potenza dominante in Manciuria. La vittoria dell'Armata Rossa nel 1929 scosse quella politica nel profondo e riaprì la questione della Manciuria. Nel 1930, l'Armata del Kwantung si rese conto di trovarsi di fronte a un'Armata Rossa che stava solo diventando più forte. Il momento di agire si stava avvicinando e i piani giapponesi per conquistare il nord-est vennero accelerati.
Nell'aprile 1931, si tenne una conferenza nazionale della leadership cinese tra Chiang Kai-shek e Zhang Xueliang a Nanchino. Essi decisero di mettere da parte le loro divergenze ed affermare con forza la sovranità della Cina in Manciuria. D'altra parte, alcuni ufficiali dell'Armata del Kwantung iniziarono a complottare per invadere la Manciuria segretamente. C'erano altri ufficiali che volevano supportare i cospiratori a Tokyo.

## Gli eventi

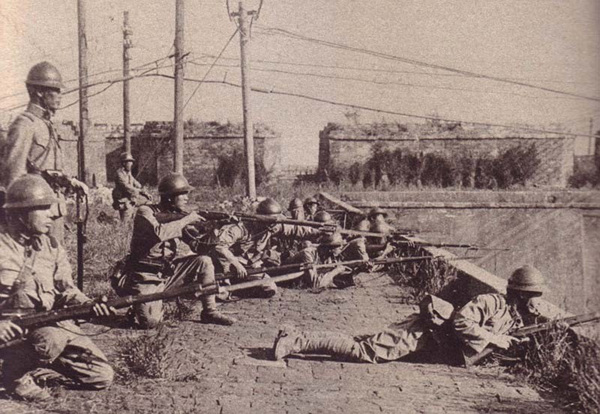
Soldati giapponesi del 29º reggimento alla Porta occidentale di Mukden

Credendo che un conflitto in Manciuria sarebbe stato nell'interesse del Giappone, il colonnello dell'Armata del Kwantung Seishirō Itagaki ed il tenente colonnello Kanji Ishiwara idearono indipendentemente un piano per spingere il Giappone ad invadere la Manciuria provocando un incidente da parte delle forze cinesi di stanza nelle vicinanze. Tuttavia, dopo che il ministro della Guerra giapponese Jirō Minami inviò il maggior generale Yoshitsugu Tatekawa in Manciuria con lo scopo specifico di frenare l'insubordinazione e il comportamento militarista dell'Armata del Kwantung, Itagaki e Ishiwara sapevano che non potevano più permettersi il lusso di aspettare che i cinesi rispondessero alle provocazioni, ma dovevano inscenare le proprie.
Itagaki e Ishiwara scelsero di sabotare il tratto ferroviario in un'area vicino al lago Liutiao (柳條湖; liǔtiáohú). La zona non aveva un nome ufficiale e non era militarmente importante, ma distava solo ottocento metri dalla guarnigione cinese di Beidaying (北大營; běidàyíng), dove le truppe al comando del "Giovane maresciallo" Zhang Xueliang erano di stanza. Il piano giapponese era di attirare le truppe cinesi con un'esplosione e poi incolparle per aver causato il disturbo al fine di fornire un pretesto per un'invasione giapponese formale. Inoltre, intendevano far apparire più convincente il sabotaggio come un calcolato attacco cinese su un obiettivo essenziale, facendo così apparire l'attesa reazione giapponese come una misura legittima per proteggere una ferrovia d'importanza vitale industriale ed economica. La stampa giapponese etichettò il sito "Canale di Liǔtiáo" (柳條溝; liǔtiáogōu) o "Ponte di Liǔtiáo" (柳條橋; liǔtiáoqiáo), quando in realtà il sito era un piccolo tratto ferroviario adagiato su un'area pianeggiante. La scelta di posizionare gli esplosivi in questo sito fu quella di precludere l'ampia ricostruzione che sarebbe stata necessaria se il sito fosse stato effettivamente un ponte ferroviario.

## L'incidente

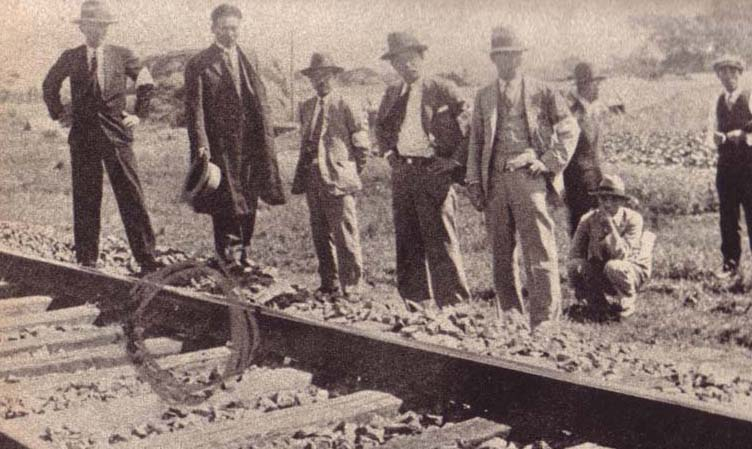
Esperti giapponesi ispezionano la ferrovia "sabotata" della Manciuria meridionale.

Il colonnello Seishirō Itagaki, il tenente colonnello Kanji Ishiwara, il colonnello Kenji Doihara e il maggiore Takayoshi Tanaka avevano completato i piani per l'incidente entro il 31 maggio 1931.

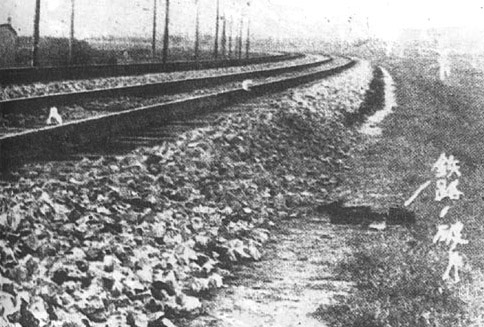
Una sezione della ferrovia di Liǔtiáo. La didascalia recita "frammento ferroviario".

Il piano venne eseguito quando il primo tenente Suemori Komoto dell'Unità di guarnigione indipendente (獨立 守 備隊) del 29º Reggimento fanteria, che sorvegliava la ferrovia della Manciuria meridionale, piazzò esplosivi vicino ai binari, ma abbastanza lontano da non causare danni reali. Il 18 settembre, intorno alle 22:20, gli esplosivi vennero fatti esplodere. Tuttavia, l'esplosione fu minore e venne danneggiata solo una sezione di 1,5 metri su un lato del binario. Infatti, un treno proveniente da Changchun passò dal sito su questo binario danneggiato senza difficoltà ed arrivò a Shenyang alle 22:30.

## L'invasione della Manciuria
La mattina del 19 settembre, due pezzi di artiglieria installati presso il club degli ufficiali di Mukden aprirono il fuoco sulla vicina guarnigione cinese, in risposta al presunto attacco cinese alla ferrovia. La piccola forza aerea di Zhang Xueliang venne distrutta ed i suoi soldati fuggirono dalle loro caserme distrutte di Beidaying, mentre cinquecento soldati giapponesi attaccarono la guarnigione cinese di circa settemila uomini. Le truppe cinesi non potevano competere con le esperte truppe giapponesi. La sera, i combattimenti erano finiti ed i giapponesi avevano occupato Mukden al costo di cinquecento vite cinesi e solo due vite giapponesi.
A Dalian, nella Concessione del Kwantung, il comandante in capo dell'Armata del Kwantung, il generale Shigeru Honjō, fu inizialmente sconvolto dal fatto che il piano d'invasione fosse stato messo in atto senza il suo permesso, ma alla fine venne convinto da Ishiwara a dare la sua approvazione dopo l'atto. Honjō trasferì il quartier generale dell'Armata del Kwantung a Mukden e ordinò al generale Senjuro Hayashi dell'Armata Chosen del Giappone in Corea d'inviare rinforzi. Alle 4:00 del 19 settembre, Mukden venne dichiarata sicura.
Zhang Xueliang ordinò personalmente ai suoi uomini di non combattere e di riporre le armi quando i giapponesi invasero. Pertanto, i soldati giapponesi procedettero ad occupare e presidiare le principali città di Changchun ed Antung e le aree circostanti con difficoltà minime. Tuttavia, a novembre, il generale Ma Zhanshan, governatore ad interim dell'Heilongjiang, iniziò la resistenza con il suo esercito provinciale, seguito a gennaio dai generali Ting Chao e Li Du con le loro forze provinciali del Jilin. Nonostante questa resistenza, entro cinque mesi dall'incidente di Mukden, l'esercito imperiale giapponese aveva invaso tutte le principali città nelle province di Liaoning, Jilin ed Heilongjiang.

## Conseguenze
L'opinione pubblica cinese criticò fortemente Zhang Xueliang per la sua non resistenza all'invasione giapponese. Mentre i giapponesi rappresentavano una vera minaccia, il Kuomintang diresse la maggior parte dei suoi sforzi verso l'eradicazione del partito comunista. Molti sostennero che l'Armata nordorientale di Zhang di quasi un quarto di milione avrebbe potuto resistere all'Armata del Kwantung di soli 11000 uomini. Inoltre, il suo arsenale in Manciuria era considerato il più moderno della Cina e le sue truppe possedevano carri armati, circa 60 aerei da combattimento, 4000 mitragliatrici e quattro battaglioni di artiglieria.
La forza apparentemente superiore di Zhang Xueliang venne minata da diversi fattori. Il primo era che l'Armata del Kwantung aveva una forte forza di riserva che poteva essere trasportata per ferrovia dalla Corea, che era una colonia giapponese, direttamente adiacente alla Manciuria. In secondo luogo, più della metà delle truppe di Zhang erano di stanza a sud della Grande Muraglia nella provincia di Hebei, mentre le truppe a nord del muro erano sparse in tutta la Manciuria. Pertanto, il dispiegamento delle truppe di Zhang a nord della Grande Muraglia significava che mancavano della concentrazione necessaria per combattere efficacemente i giapponesi. La maggior parte delle truppe di Zhang erano poco addestrate, scarsamente guidate, scarsamente nutrite e avevano un morale scarso ed una lealtà discutibile rispetto alle loro controparti giapponesi. Gli agenti segreti giapponesi avevano permeato il comando di Zhang a causa della passata dipendenza sua e di suo padre Zhang Zuolin dai consiglieri militari giapponesi. I giapponesi conoscevano molto bene l'Armata nordorientale ed erano in grado di condurre le operazioni con facilità.
Il governo cinese era preoccupato per numerosi problemi interni, inclusa la questione del nuovo governo indipendente di Guangzhou di Hu Hanmin, le insurrezioni del Partito Comunista Cinese e le terribili inondazioni del fiume Azzurro che crearono decine di migliaia di profughi. Inoltre, lo stesso Zhang non era in Manciuria in quel momento, ma era in un ospedale a Pechino per raccogliere fondi per le vittime delle inondazioni. Tuttavia, sui giornali cinesi, Zhang venne ridicolizzato come "Generale non resistenza" (不抵抗將軍T, Bù Dǐkàng JiāngjūnP).

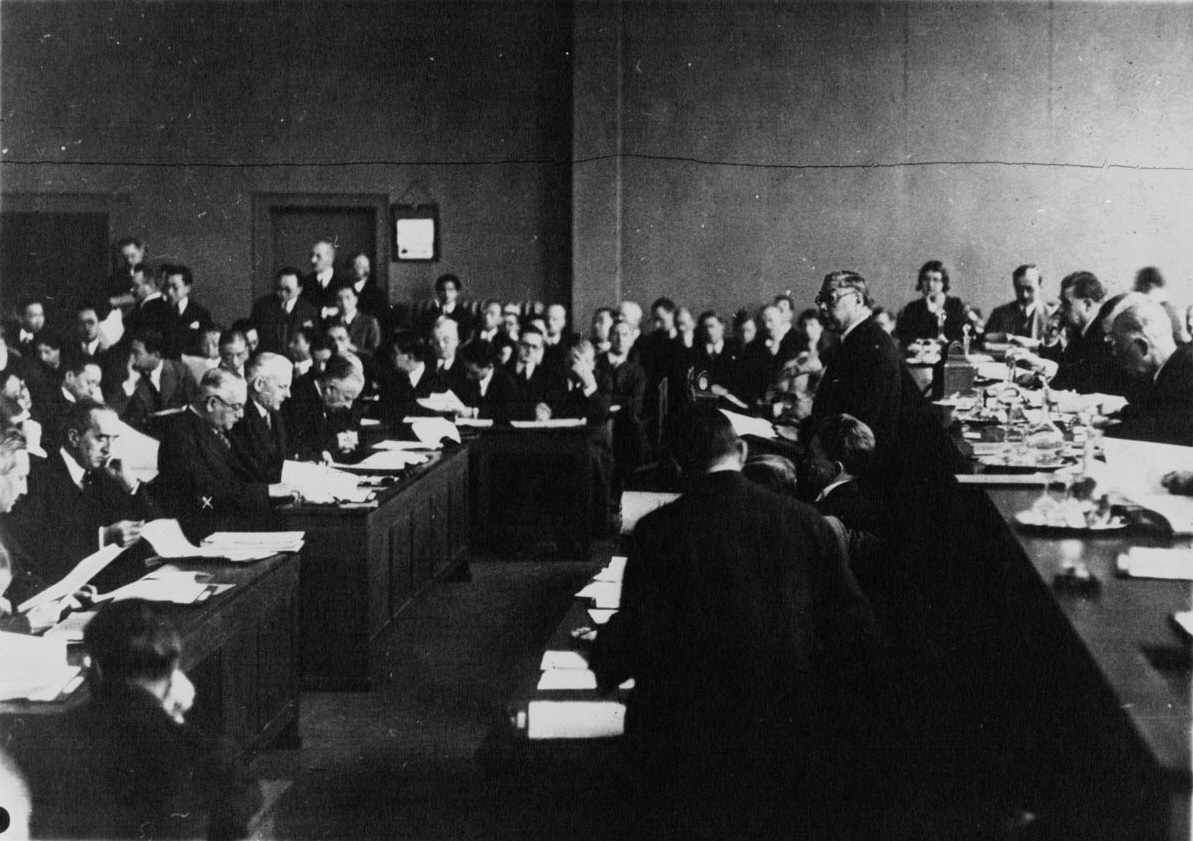
Il delegato cinese si rivolge alla Società delle Nazioni dopo l'incidente di Mukden nel 1932.

A causa di queste circostanze, il governo centrale si rivolse alla comunità internazionale per una risoluzione pacifica. Il ministero degli Esteri cinese lanciò una forte protesta al governo giapponese, chiese l'arresto immediato delle operazioni militari giapponesi in Manciuria e fece appello alla Società delle Nazioni, il 19 settembre. Il 24 ottobre, la Società delle Nazioni approvò una risoluzione che imponeva il ritiro delle truppe giapponesi, da completare entro il 16 novembre. Tuttavia, il Giappone respinse la risoluzione della Società delle Nazioni ed insistette per negoziati diretti con il governo cinese. I negoziati andarono avanti ad intermittenza senza molto risultato.
Il 20 novembre venne convocata una conferenza del governo cinese, ma la fazione di Guangzhou del Kuomintang insistette affinché Chiang Kai-shek si dimettesse per assumersi la responsabilità della sconfitta della Manciuria. Il 15 dicembre, Chiang si dimise da Presidente del governo nazionalista e venne sostituito come premier della Repubblica di Cina (capo dello Yuan esecutivo) da Sun Fo, figlio di Sun Yat-sen. Jinzhou, un'altra città del Liaoning, venne persa dai giapponesi all'inizio di gennaio 1932. Di conseguenza, Wang Jingwei sostituì Sun Fo come primo ministro.
Il 7 gennaio 1932, il segretario di Stato degli Stati Uniti Henry Stimson emanò la sua dottrina Stimson, secondo cui gli Stati Uniti non avrebbero riconosciuto alcun governo che fosse stato istituito come risultato delle azioni del governo giapponese in Manciuria. Il 14 gennaio, una commissione della Società delle Nazioni, guidata da Victor Bulwer-Lytton, II conte di Lytton, sbarcò a Shanghai per esaminare la situazione. A marzo venne istituito lo stato fantoccio del Manciukuò, con l'ex imperatore della Cina, Pu Yi, insediato come capo di stato.
Il 2 ottobre, venne pubblicata la Relazione Lytton, che respinse l'affermazione giapponese secondo cui l'invasione e l'occupazione della Manciuria erano un atto di autodifesa, sebbene non affermasse che i giapponesi avessero perpetrato il bombardamento iniziale della ferrovia. La relazione accertò che il Manciukuò era il prodotto dell'aggressione militare giapponese in Cina, pur riconoscendo che il Giappone aveva legittime preoccupazioni in Manciuria a causa dei suoi legami economici lì. La Società delle Nazioni rifiutò di riconoscere il Manciukuò come nazione indipendente. Il Giappone si ritirò dalla Società delle Nazioni nel marzo 1933.

## Controversie

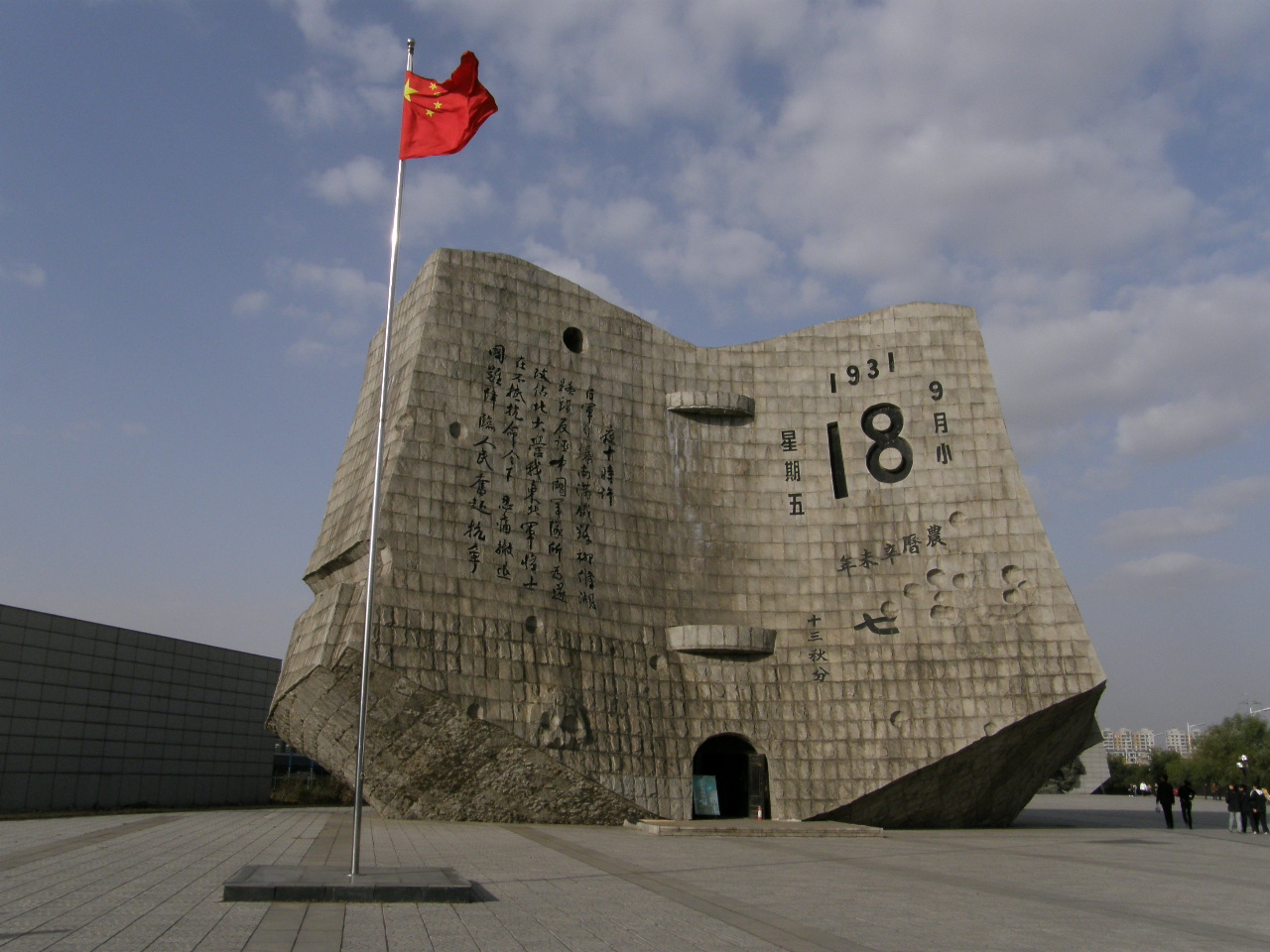
Il Museo di storia del 18 settembre a Shenyang

Esistono ancora opinioni diverse su chi abbia causato l'esplosione sulla ferrovia giapponese a Mukden. Forti prove indicano che giovani ufficiali dell'Armata giapponese del Kwantung cospirarono per provocare l'esplosione, con o senza ordini diretti da Tokyo. Le indagini del dopoguerra confermarono che la bomba originale piazzata dai giapponesi non esplose e che fu necessario piazzarne una sostitutiva. L'esplosione risultante permise all'Armata giapponese del Kwantung di raggiungere il proprio obiettivo d'innescare un conflitto con le truppe cinesi di stanza in Manciuria e la successiva costituzione dello stato fantoccio del Manciukuò.
Il Museo della Mostra dell'Incidente del 18 settembre (九・一八歷史博物館) a Shenyang, aperto dalla Repubblica popolare cinese il 18 settembre 1991, sostiene che gli esplosivi siano stati piazzati dal Giappone. Anche il museo Yūshūkan, situato all'interno del Santuario Yasukuni a Tokyo, attribuisce la colpa ai membri dell'Armata del Kwantung.
Il libro di David Bergamini Japan's Imperial Conspiracy (1971) ha una cronologia dettagliata degli eventi sia in Manciuria che a Tokyo che circondano l'incidente di Mukden. Bergamini conclude che l'inganno più grande fu che l'incidente di Mukden e l'invasione giapponese vennero pianificati da ufficiali giovani o dalla testa calda, senza l'approvazione formale del governo giapponese. Tuttavia, lo storico James Weland ha concluso che i comandanti anziani avevano tacitamente consentito agli agenti sul campo di procedere di propria iniziativa, quindi approvarono il risultato dopo che era stato assicurato un esito positivo.
Nell'agosto 2006, Yomiuri Shimbun, il quotidiano più venduto in Giappone, pubblicò i risultati di un progetto di ricerca durato un anno sulla questione generale di chi fosse responsabile della "guerra Shōwa". Per quanto riguarda l'incidente della Manciuria, il giornale incolpò gli ambiziosi militaristi giapponesi, così come i politici che erano incapaci di tenerli a freno o d'impedire la loro insubordinazione.
Il dibattito si concentrò anche su come l'incidente venne gestito dalla Società delle Nazioni e dalla successiva Relazione Lytton. A. J. P. Taylor scrisse che "di fronte alla sua prima seria sfida", la Società cedette e capitolò. La Conferenza navale di Washington (1921) garantì un certo grado di egemonia giapponese nell'Asia orientale. Qualsiasi intervento da parte dell'America sarebbe stata una violazione del già citato accordo. Inoltre, la Gran Bretagna era in crisi, essendo stata recentemente costretta a lasciare il sistema aureo. Sebbene all'epoca fosse una potenza nell'Asia orientale, la Gran Bretagna era incapace di un'azione decisiva. L'unica risposta di queste potenze fu la "condanna morale".

## Riferimenti nella cultura di massa
- L'incidente di Mukden è ampiamente illustrato nell'albo a fumetti di Tintin dell'autore belga Hergé dal titolo Il loto blu: Tintin, in questo episodio, è addirittura testimone oculare dell'attentato ferroviario ad opera dei giapponesi; inoltre viene correttamente riportato il ritiro della delegazione giapponese dalla Società delle Nazioni.
- La canzone patriottica cinese Lungo il fiume Songhua descrive la vita delle persone che avevano perso la loro patria nel nord-est della Cina dopo l'incidente di Mukden.
- Nel film di Akira Kurosawa del 1946 Non rimpiango la mia giovinezza, viene discusso il tema dell'incidente di Mukden.
- Vedi anche la commedia di Junji Kinoshita Un giapponese di nome Otto,[22] che si apre con i personaggi che discutono dell'incidente di Mukden.
- L'anime giapponese del 2010 Night Raid 1931 è una serie di 13 episodi di spionaggio/pulp ambientata nel 1931 a Shanghai e in Manciuria. L'episodio 7, "Incidente", copre specificamente l'incidente di Mukden.
- Il violento manga Gantz ha un riferimento quando un anziano dice che un evento gli ricorda l'Incidente della Manciuria.
- La band death metal olandese Hail of Bullets copre l'evento nella canzone "The Mukden Incident" nel loro album del 2010 On Divine Winds, un concept album sul teatro dell'Oceano Pacifico della seconda guerra mondiale.
- Il dramma televisivo Kazoku Game (Gioco di famiglia) tratta di controversie sui manuali di storia nell'episodio 4, menzionando l'incidente di Mukden.
- Il romanzo Pioggia nera del 1969 di Masuji Ibuse menziona l'incidente in numerose occasioni.